# هری ویلیامز (بازیکن فوتبال، زاده ۱۸۹۸)
هری ویلیامز (انگلیسی: Harry Williams; ۲۹ ژوئیهٔ ۱۸۹۸ – ۸ آوریل ۱۹۸۰) بازیکن فوتبال اهل بریتانیا بود.
از باشگاه‌هایی که در آن بازی کرده‌است می‌توان به باشگاه فوتبال چسترفیلد، باشگاه فوتبال منچستر یونایتد، باشگاه فوتبال برنتفورد و باشگاه فوتبال ساندرلند اشاره کرد.